# The bling ring: lladres de famosos
The bling ring: lladres de famosos és una comèdia policíaca d'humor negre satíric de 2013 escrita i dirigida per Sofia Coppola i basada en fets reals. La pel·lícula és protagonitzada per un equip de joves promeses del cinema com Israel Broussard, Katie Chang, Claire Julien, Taissa Farmiga i Emma Watson. S'ha doblat i subtitulat al català.
La cinta va inaugurar la secció Un Certain Regard del Festival de Cinema de Cannes de 2013 i es va estrenar mundialment el juny del mateix any rebent molt bones crítiques per les interpretacions de Watson, Broussard i Chang.

## Argument
Basada en fets reals, la pel·lícula tracta d'un grup de cinc adolescents obsessionats amb la fama que utilitzen internet per a ubicar les cases de famosos i saber els seus horaris per tal de, més tard, entrar a casa seva i robar. Després de diversos robatoris, que ells definien com «anar de compres», publicaven fotos autoincriminatòries dels seus "trofeus" a Facebook. El grup va ser conegut com els "Bling Ring". Els seus membres originals són Rachel Lee, Nick Prugo, Alexis Neiers, Courtney Ames i Tess Taylor. Encara que a la pel·lícula els noms dels personatges són diferents, segueixen estant estretament basats en els lladres originals.
Entre les seves víctimes hi va haver Paris Hilton, Lindsay Lohan, Megan Fox i Orlando Bloom. Hilton i Kirsten Dunst tenen un cameo a la pel·lícula.

## Repartiment
- Katie Chang: Rebecca Ahn
- Israel Broussard: Marc Hall
- Emma Watson: Nicki Moore
- Claire Julien: Chloe Tainer
- Taissa Farmiga: Sam Moore
- Leslie Mann: Laurie Moore
- Georgia Rock: Emily Moore
- Carlos Miranda: Rob
- Gavin Rossdale: Ricky
- Logan Miller: com el Xic a la festa

## Producció
El rodatge de la cinta va començar el març de 2012.